# Union Kufstein Vikings
Die Union Kufstein Vikings (Team der Sportunion Kufstein) sind eine Baseballmannschaft aus Kufstein in Tirol (Österreich), welche 2002 und 2004 Staatsmeister in der ABL (Austrian Baseball League) wurde. 2002 konnte im Pool B des CEB European Cup (Europapokal im Baseball) der erste Platz erreicht werden.
Gegründet wurden die Union Kufstein Vikings im Jahr 1991 von Matthias Lechner (1976), Frank Gruber (1975) und Roland Eidherr (1975).
Hauptsponsor ist seit der Gründung die Firma VIKING GmbH, ein Unternehmen der STIHL Gruppe.

## Erfolge der Vikings
- 2 × Österreichischer Staatsmeister (2002 und 2004)
- 4 × Österreichischer Vize-Staatsmeister (2000, 2006, 2007, 2008)
- 6 Europacupteilnahmen (2001–2005, 2007)
- 1 × 1. Platz im CEB-Cup – Pool B (2002)

## Teams der Sektion Baseball & Softball der Sportunion Kufstein
- Vikings (Herren, Baseball)
- Raiders (Farmteam, Baseball)
- Warriors (Schüler & Jugend, Baseball)
- Valkyries (Damen & Mädchen, Softball)